# Nicolai Berezowsky
Nicolai Tikhonovich Berezowsky (17 de mayo de 1900-27 de agosto de 1953) fue un violinista y compositor estadounidense nacido en Rusia.

## Biografía
Nació en San Petersburgo el 17 de mayo de 1900, graduándose de la Capella Imperial con honores cuando tenía dieciséis años. Como joven cantante en el coro de la capilla, actuó para la familia del zar Nicolás II. En el libro Duet with Nicky, recordó cómo los niños del coro arrancaban páginas de sus himnarios para hacer bolas de saliva que apuntaban a Rasputín. 
Berezowsky se desempeñó como director musical de la Escuela de Arte Moderno de  Moscú además de primer violinista en la Gran Ópera de Moscú. En 1922, huyó de la Unión Soviética disfrazado. Fue detenido en Polonia, aunque finalmente fue liberado por un funcionario que recordaba haberlo escuchado tocar. Una vez establecido en Nueva York, Berezowsky asistió a la Juilliard School of Music, donde estudió con Paul Kochanski y Rubin Goldmark. Fue primer violinista de la Orquesta Filarmónica de Nueva York hasta 1935. Tocó en el Coolidge String Quartet de 1935 a 1940. Fue protegido de Serge Koussevitzky, quien estrenó sus sinfonías con gran éxito.
Se casó con Alice Newman, una notable pianista, quien más tarde publicó un libro de memorias, Duet with Nicky, sobre sus primeros años juntos (Lippincott). Alice era hermana del químico Melvin Spencer Newman y nieta del banquero de inversiones y filántropo de Nueva Orleans Isidore Newman ). Tuvieron dos hijos. Su segunda esposa fue Judith Berezowsky. Murió el 27 de agosto de 1953 en Nueva York.
Entre las obras de Berezowsky se encuentran una ópera, Prince Batrak, cuatro sinfonías, conciertos para arpa, violín y violonchelo, y muchas obras diversas de música de cámara. Sus grabaciones incluyen un LP de Borís Godunov de Músorgski, que él dirigió. Disfrutó de un gran éxito con su ópera infantil Babar y su oratorio Gilgamesh . Su Concierto para arpa fue encargado por Edna Phillips, quien estrenó con la Orquesta de Filadelfia, y fue interpretado por Carlos Salzedo con la Asociación Nacional de Orquestas bajo la dirección de Léon Barzin con una cadencia original de Salzedo, incluida en la edición publicada por Theodore Presser. No se volvió a realizar hasta las actuaciones de Saul Davis Zlatkovski en un recital y con la Orquesta Sinfónica St. Paul JCC bajo la dirección de James Riccardo en 1990.